# MU-90 Impact
Il siluro MU 90/Impact è un'arma antisommergibile che può essere impiegata sia da unità navali da superficie che da aeromobili, destinato ad armare oltre che le navi, gli elicotteri EH101 e NH90 ed i futuri velivoli da pattugliamento marittimo della Marina Militare Italiana.

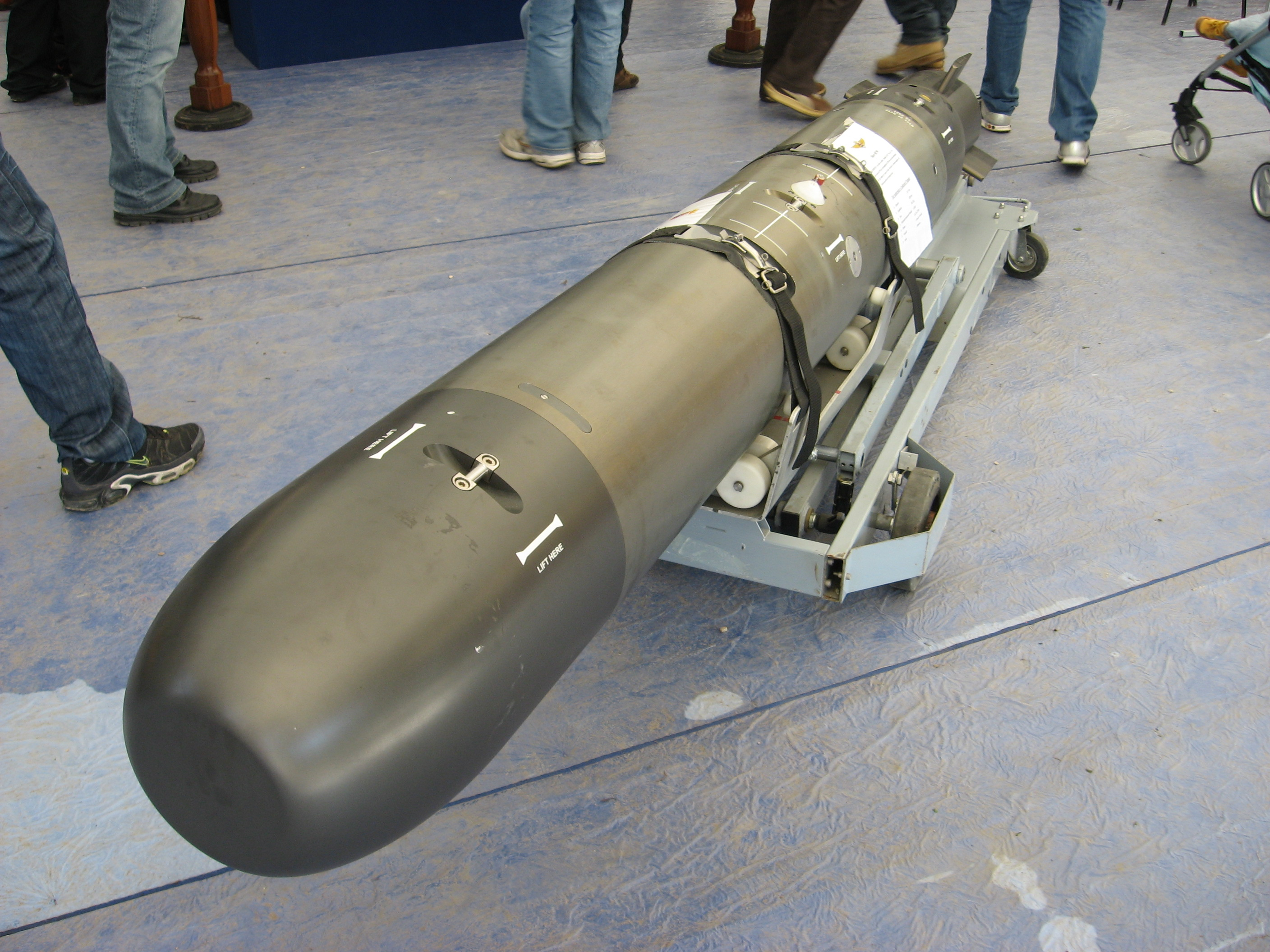
Siluro MU90 visto frontalmente

Le caratteristiche tecniche ed operative avanzate, lo rendono impiegabile in qualsiasi scenario geografico, in grado di contrastare l'eventuale minaccia rappresentata dai sottomarini nelle sue diverse forme (convenzionale e nucleare) e dimensioni.
Il siluro MU90 è il frutto di una cooperazione delle amministrazioni della difesa di Italia e Francia che, nel 1991, stipularono un accordo per lo sviluppo e realizzazione di un comune sistema d'arma, sulla base di due progetti già esistenti nei rispettivi Paesi, il Murene francese e il Progetto A-290 italiano.
Il siluro MU90 viene prodotto da Eurotorp, un raggruppamento europeo d'interesse economico costituito dalle ditte francesi Thales e DCNS e dall'italiana WASS di Livorno.
L'impresa, ultimata la fase di sviluppo, è nella sua fase di produzione e questi siluri verranno utilizzati dalla marina italiana e da quella francese sulle nuove unità FREMM e Orizzonte.
Le caratteristiche principali sono: l'alta velocità, l'autonomia alla massima velocità, la resistenza alle contromisure, la versatilità d'impiego, sia a quote elevate che su bassi fondali, in ambienti acustici perturbati e molto severi, la letalità della sua carica cava anche nei confronti degli scafi più resistenti.
Queste sue elevate prestazioni, tutte verificate con appositi lanci sperimentali in mare, hanno pienamente soddisfatto le aspettative delle Marine italiana e francese, e attirato su di sé l'interesse degli addetti ai lavori a livello mondiale. Il siluro MU 90 è già stato commissionato, infatti, da Germania, Danimarca, Australia e Polonia, mentre approfondimenti sono in corso da parte della Marina Greca e Norvegese.

## Collegamenti esterni

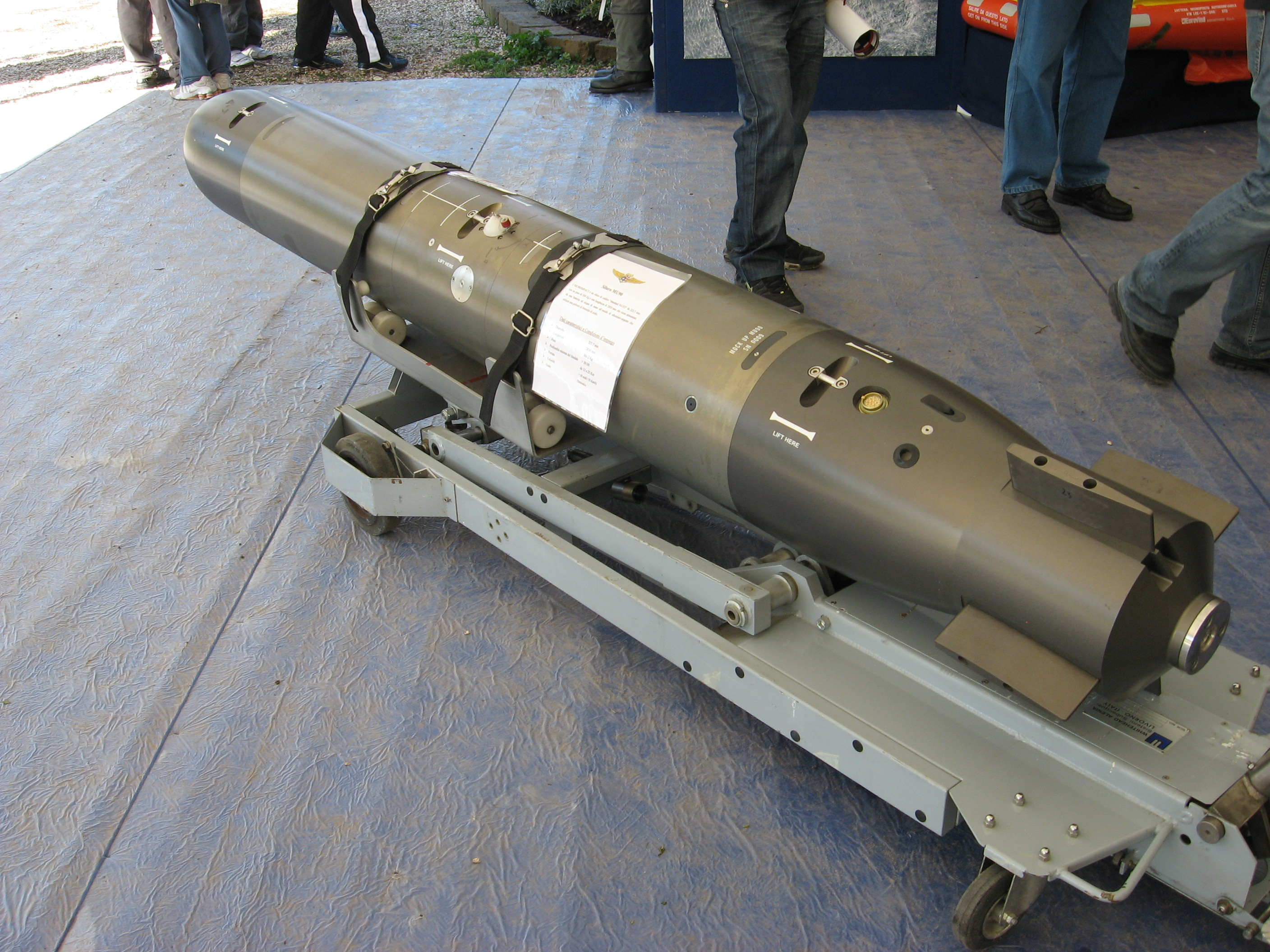
Un MU90 visto dal retro

## Operatori

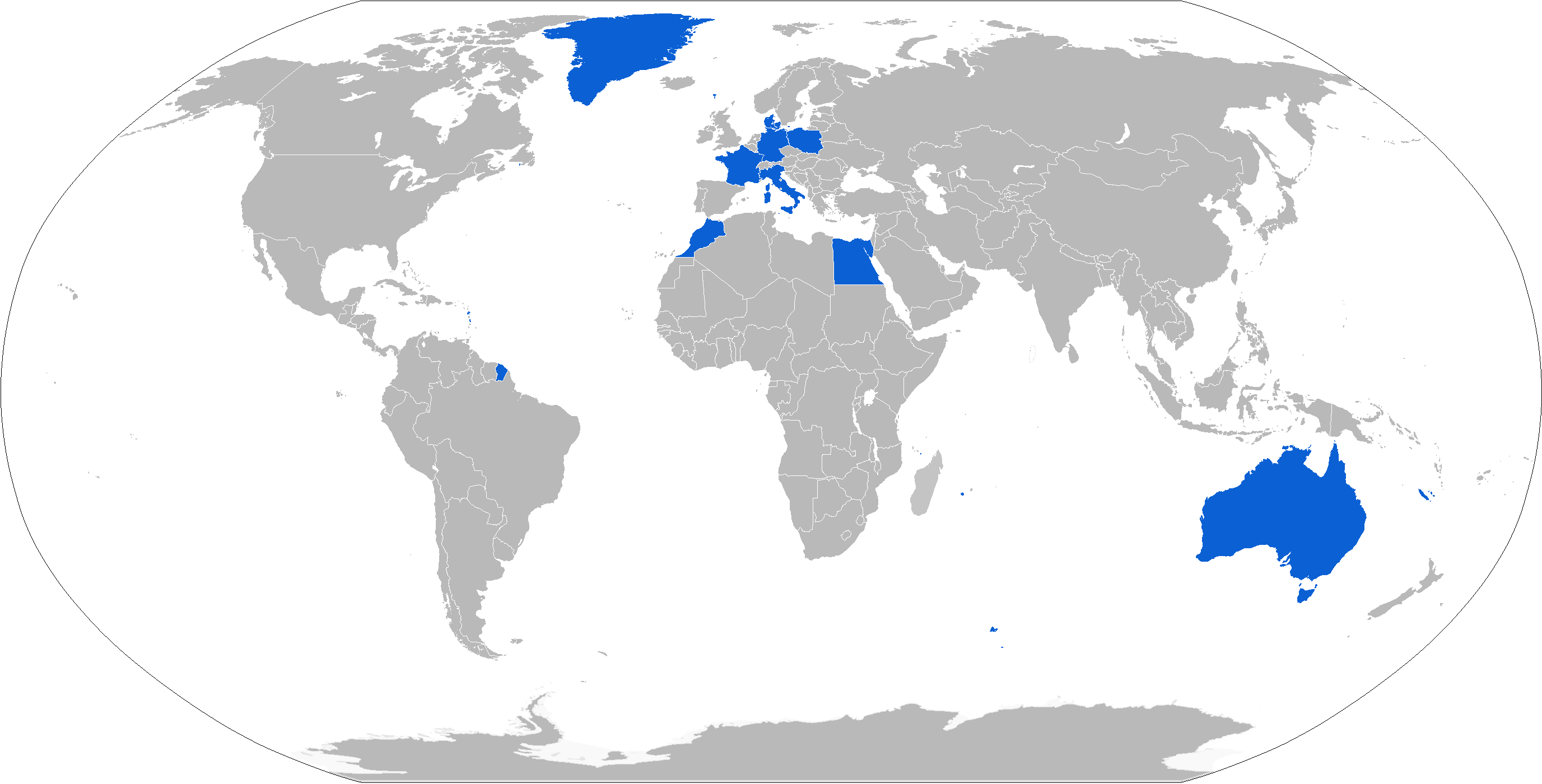
Mappa con gli operatori del Mu-90 in blu

### Correnti operatori
- Australia
- Danimarca
- Egitto
- Francia
- Germania
- Italia
- Marocco
- Polonia
- Algeria